# 韋澳
韋澳（?—?），字子裴，唐朝官员。
韦澳属京兆韦氏逍遥公房，韦世康九世孙，宰相韦贯之的长子。大和六年（832年）進士，有十年不仕。歷官戶部侍郎，唐宣宗朝，先后担任知制诰、翰林学士承旨。大中八年（854年），韋澳認為科場腐敗，寫有《廢等第》一文，稱“全非考核，盡係經營”。大中十年（856年）五月二十五日，官京兆尹（首都市長），國舅鄭光的莊吏抗稅，欺壓百姓。韋澳將他拘捕到案。宣宗在延英殿詢問韋澳此事，並为其说情。大中九年（855年）五月，著有《諸道山河地名要略》。

## 家庭

### 妻妾
- 妻裴氏，二子三女
- 妾李越客，四子二女

### 子孙
- 韦庾，刑部侍郎，判戶部事
- 韦庠，字賓虞
  - 韦華，字表文
- 韦廱，字德華，戶部侍郎、翰林承旨學士
- 韦序，字休之
- 韦郊，字延秀